# Parque infantil

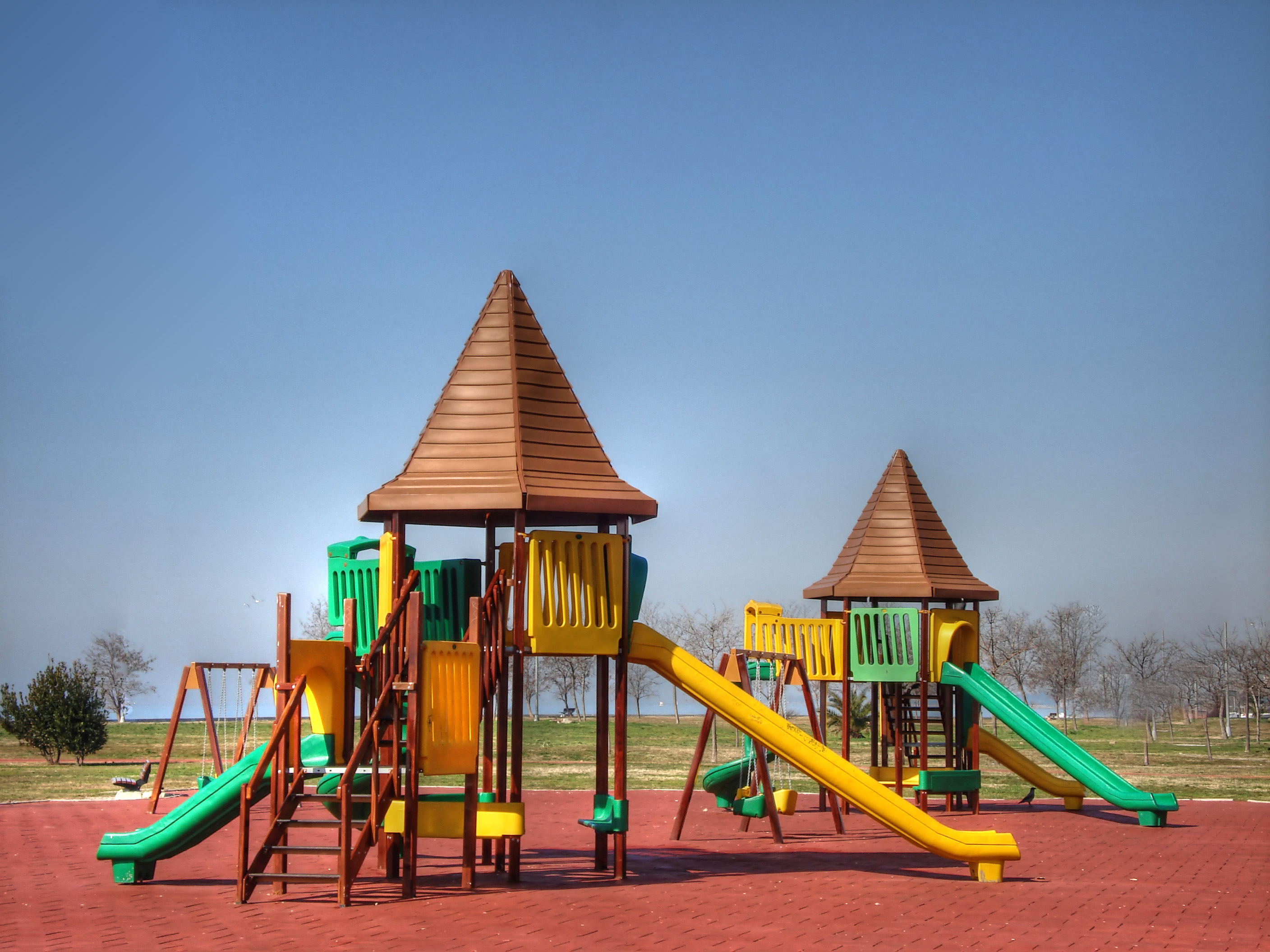
Um parquinho na Turquia

Um parque infantil, parquinho ou ainda playground (no Brasil) é uma área de recreação — geralmente, ao ar livre — dedicada especialmente às crianças e pré-adolescentes. Parquinhos são especialmente planejados para o entretenimento de crianças. Seu principal objetivo é estimular a atividade física, habilidades, capacidades e a interação entre crianças.

## Descrição
Pequenos parques infantis possuem alguns simples brinquedos como gangorra, balanço, escorregadores, casinhas, chapéu mexicano, entre outros. Parquinhos que dispõem de um espaço maior possuem também trapézios, trepa-trepas, casas maiores e até mesmo uma quadra esportiva. Algumas também possuem laguinhos. A maioria dos parquinhos localizados ao ar livre também possui caixas de areia.
Pequenas crianças podem brincar em casinhas, bancos de areia, gangorras ou balanços. Crianças mais velhas podem usar o parque para atividades recreacionais mais complexas, como amarelinha, pula corda etc. Alguns parquinhos são dotados de uma quadra poliesportiva (ou uma área grande e aberta), permitindo, também, entretenimento a adolescentes e adultos, que, assim, podem praticar esportes como basquete, frisbee, futebol e tênis, por exemplo.
Parquinhos, muitas vezes, tornam-se centros de atividades comunitárias, onde pequenas competições, festas e outros eventos especiais são realizados.

## História

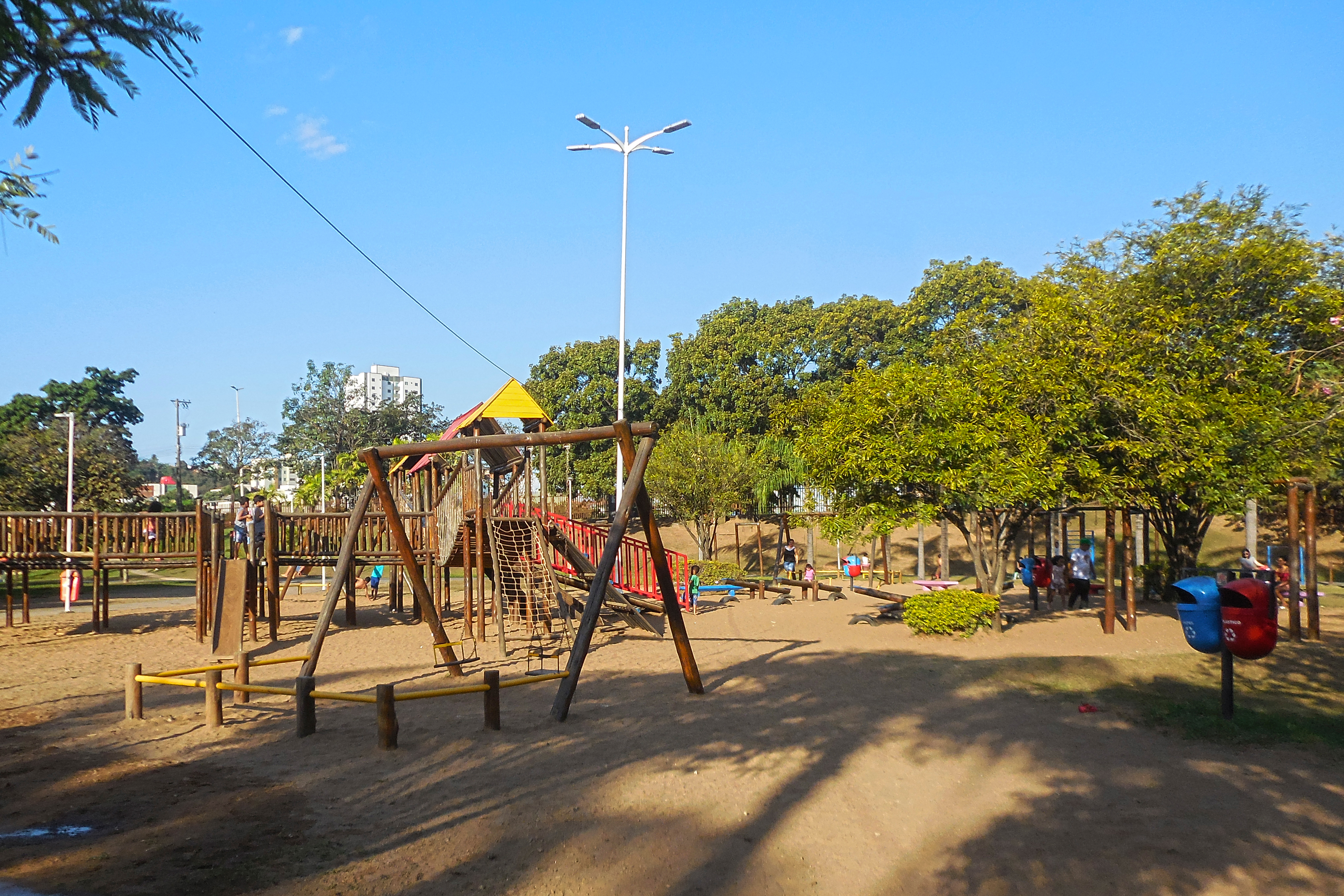
Parquinho do Parque Ipanema, no Brasil.

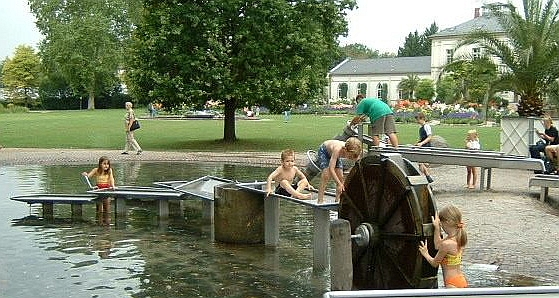
Um parquinho equipado com um laguinho

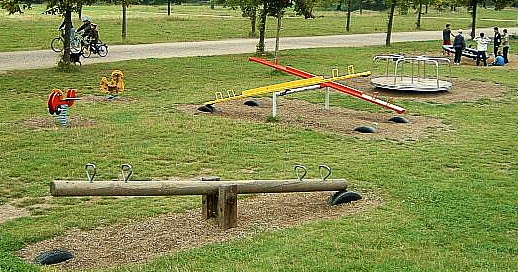
Um parquinho precisa atender a certos critérios de segurança. Um requisito básico é que ela esteja instalada sob uma superfície macia, como areia, grama ou borracha.

Historicamente, crianças brincavam nas ruas e espaços vagos próximos às suas casas.
No século XIX, psicólogos do desenvolvimento, como Friedrich Fröbel, propuseram recreios para auxílio no desenvolvimento através da introdução de conhecimentos de jogo limpo e boas maneiras às crianças. Na Alemanha, alguns espaços de recreio foram construídos em conexão com as escolas. O primeiro parque público infantil construído para esse propósito foi inaugurado Manchester, Inglaterra, em 1859.
Um dos primeiros parques infantis dos Estados Unidos foi construído no Golden Gate Park, em São Francisco, em 1887. Em 1906, foi criada a Associação Americana de Playgrounds, que posteriormente deu origem à Associação Nacional de Recreação e Parques.

## Localização e acessibilidade
Atualmente, praticamente todas as escolas em países desenvolvidos possuem parquinhos, bem como a maioria das escolas localizadas em qualquer país industrializado, podendo, por vezes, ser usada apenas pelos alunos da escola, por vezes por qualquer criança da comunidade.
Muitas cidades administram parquinhos (ou parques equipados com aparelhos de recreação infantil) em diversas regiões da cidade, e estes parquinhos são geralmente livres e acessíveis a qualquer pessoa. Porém, alguns parquinhos, geralmente, de propriedade privada, cobram uma taxa pelo seu uso - exemplos incluem parquinhos localizados em aeroportos e centro comerciais, por exemplo. 
Parquinhos podem fazer parte de uma dada propriedade - um conjunto residencial ou um estabelecimento comercial como a Pizza Hut ou o McDonalds, por exemplo. Estes parquinhos geralmente podem ser usados apenas pelas pessoas que moram no no conjunto residencial (e eventuais visitantes) e clientes do estabelecimento comercial. 

## Segurança
Parquinhos não são locais 100% seguros para crianças, especialmente se estas estão sem a supervisão de adultos. Existem algumas regras de segurança a serem observadas, especialmente quando os aparelhos usados pelas crianças oferecem risco de queda para elas, as crianças:
- Aparelhos de recreação infantil como escorregadores, balanços, gangorras e outros aparelhos onde o risco de queda existe, devem ser sempre ser construídas em sobre um terreno macio, preferencialmente, areia - grama ou borracha são outras alternativas. Jamais sobre superfícies duras como concreto ou cimento. Exceções são pequenos aparelhos de recreação usados por crianças muito pequenas, e que não oferecem risco nenhum de queda.
- Deve-se notar especial cuidado para certos aparelhos. Por exemplo, trepa-trepas não podem ser demasiadamente altos, e precisam ser abertas. Outros aparelhos, como pula-pulas, por exemplo, devem ser estar sempre equipadas com uma parede protetora, para evitar que a criança saia voando para fora do aparelho.
- Quando um parquinho é usado por crianças deve haver ao menos um adulto supervisionando.
- Ausência total de materiais cortantes.

Muitos países possuem leis que proíbem a construção de parques infantis inseguros. Na Europa comunitária, existem duas normas a seguir (EN 1176 e EN 1177).